# 博尼奧

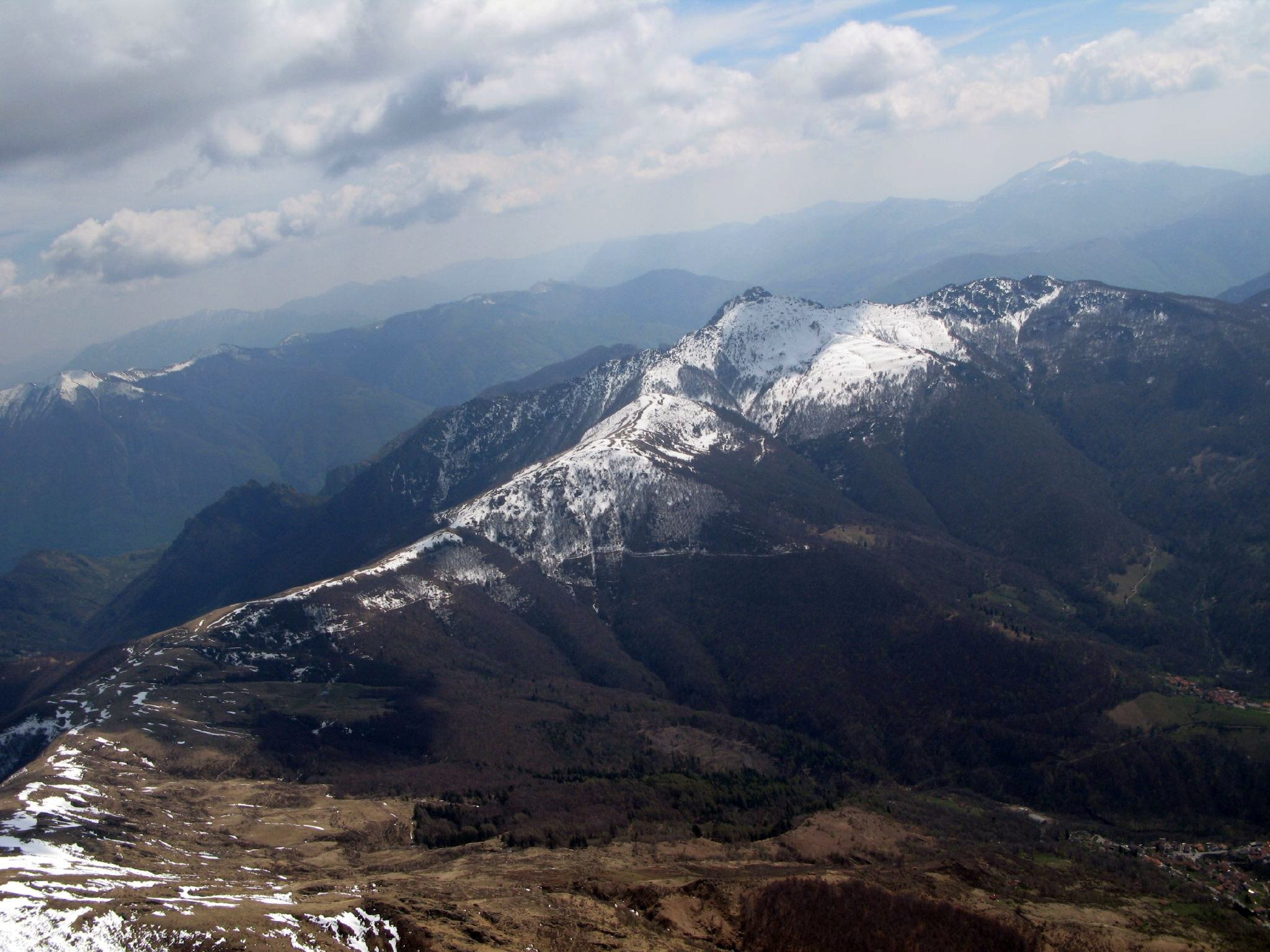

博尼奧是瑞士的城鎮，位於該國南部，由提契諾州負責管轄，面積4.2平方公里，海拔高度960米，2011年人口144，八成半人口信奉羅馬天主教，人口密度每平方公里34人。